# Ikeda (Osaka)
Ikeda (池田市 Ikeda-shi?) es una ciudad situada en la Prefectura de Osaka, Japón.
En el año 2023 la ciudad teine una población estimada de 104.436 personas y una densidad de población de 4.717 personas por km². El área total de la ciudad es de 22.09 km².

## Historia
En el Periodo Edo, el daimyo de Ikeda tenía un castillo con una capacidad de 50.000 goku según el antiguo sistema feudal Han. Ikeda era famosa por su Ikeda-zumi (Carbón vegetal) que se comerciaba por los mercaderes locales. En el Cha no yu el Ikeda-zumi sigue siendo apreciado hoy en día por su alta calidad.
La ciudad se fundó oficialmente el 29 de abril de 1939. Su desarrollo urbano fue gracias en parte a su compañía de ferrocarril local, Hankyu Dentetsu. Su fundador, Kobayashi Ichizo (Itsuo), también vivió en la ciudad.
El 8 de junio de 2001 tuvo lugar la Masacre de Osaka. Un hombre entró en una escuela apuñalando a niños y profesores. Causó la muerte a ocho de los alumnos y provocó multitud de heridos. Con la intención de mejorar la seguridad de las instalaciones los edificios fueron remodelados y en abril de 2004 se reabrieron sus instalaciones. El agresor, Mamoru Takuma, fue ejecutado el 14 de septiembre de 2004 por estos hechos.

## Turismo
- Museo Itsuo: Alberga en su mayoría una colección de arte con relación al Cha no yu.
- Ikeda Bunko (Archivo de Ikeda): Alberga una colección de Takarazuka y otros materiales relacionados con Hankyu Dentetsu.
- Ikeda es la sede a su vez del Museo del Ramen Instantáneo (Insutanto-rāmen Hatsumei Kinenkan, インスタントラーメン発明記念館).
- Tiene un zoo municipal, el Zoo Satsukiyama.
- Santuario de Tenmangu.
- Santuario de Yasaka.

## Galería

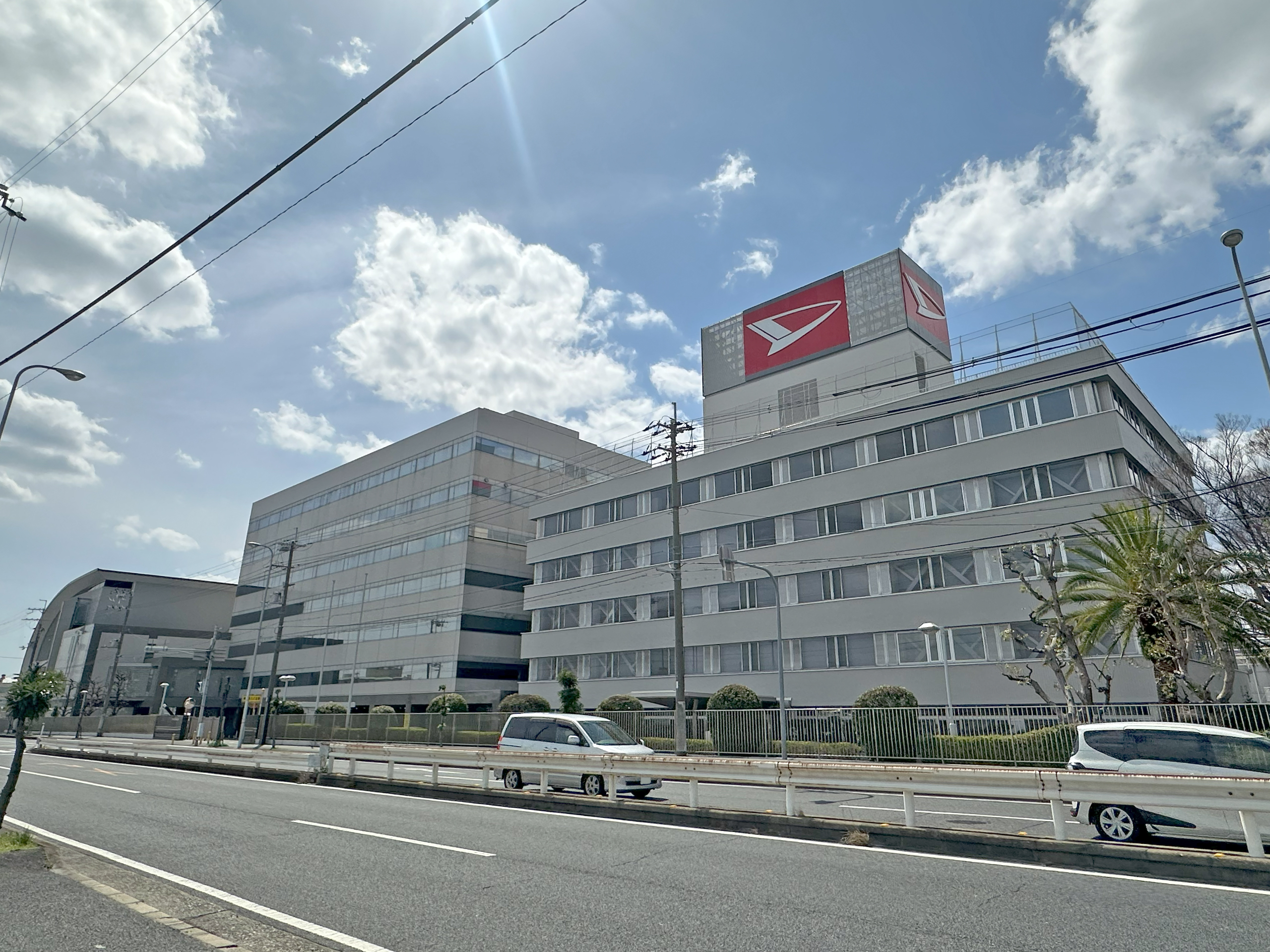
Oficinas de Daihatsu.
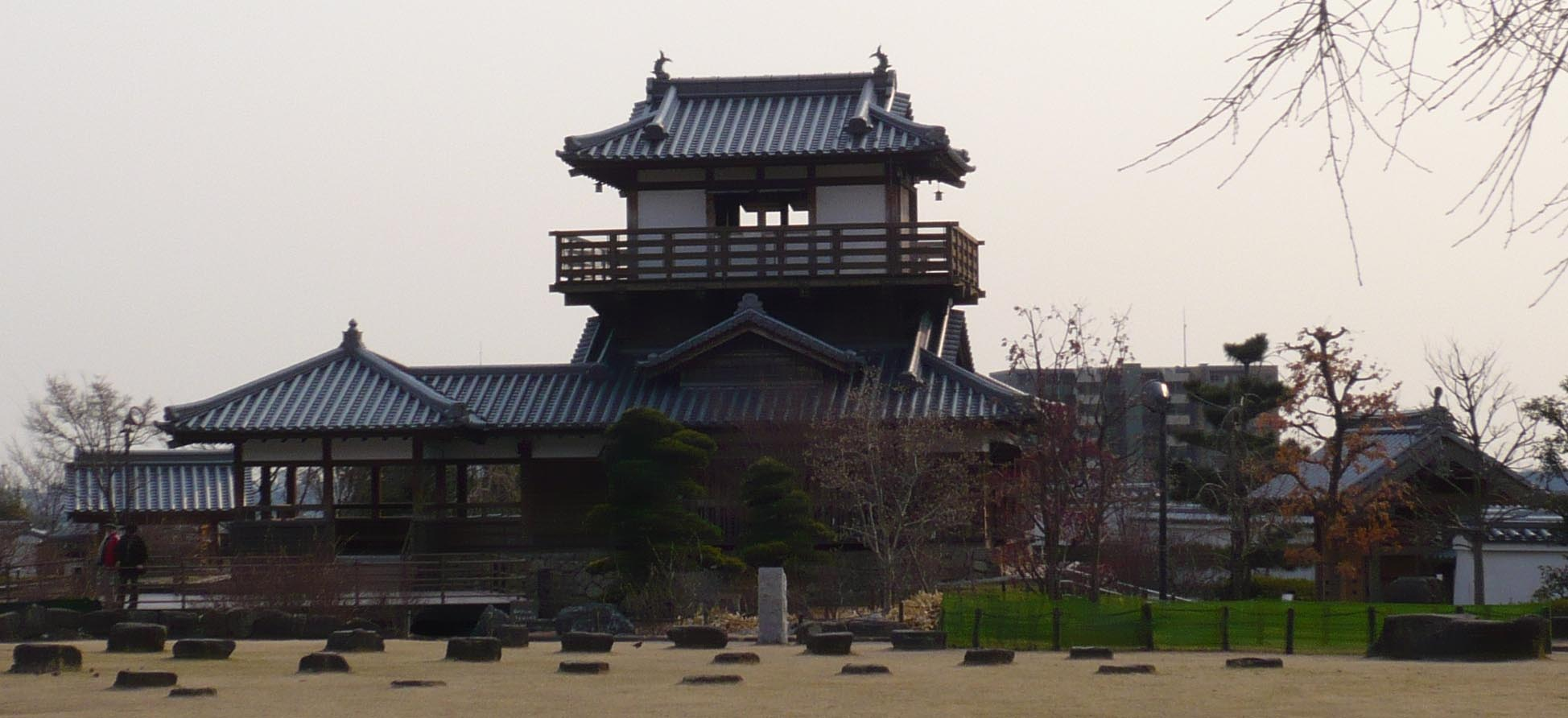
Castillo de Ikeda.
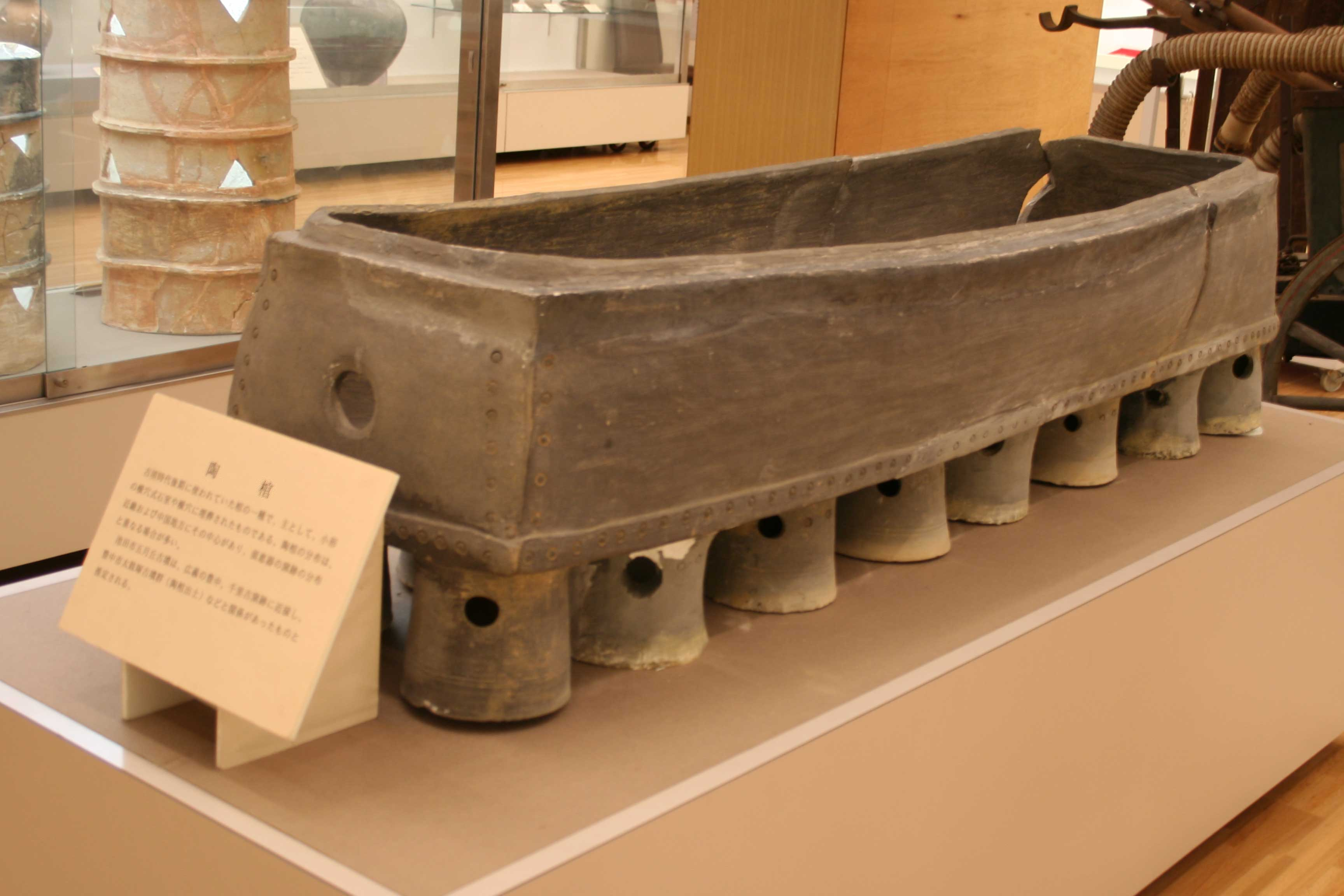
Archivo de Ikeda.

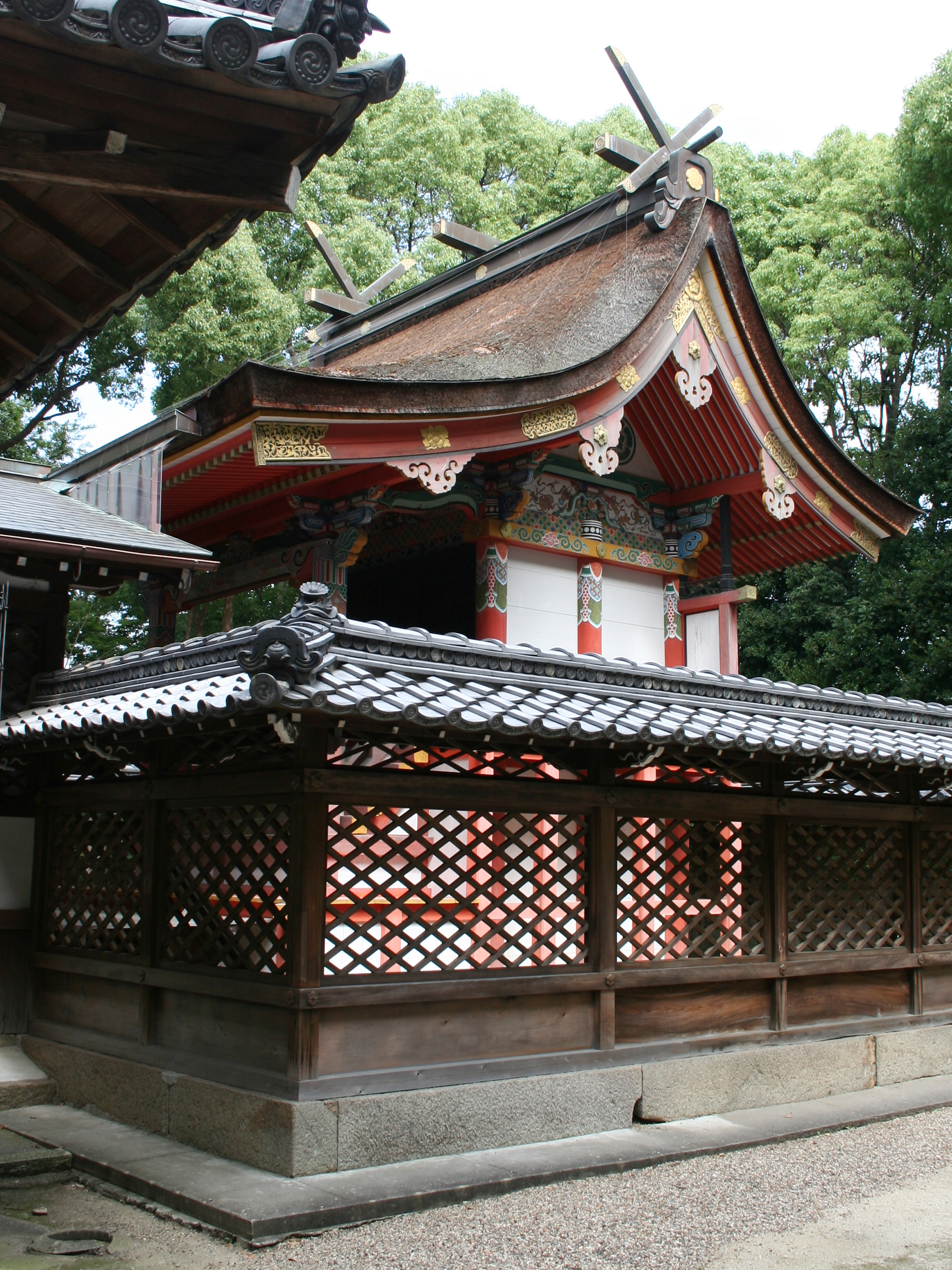
Yasaka Jinja.
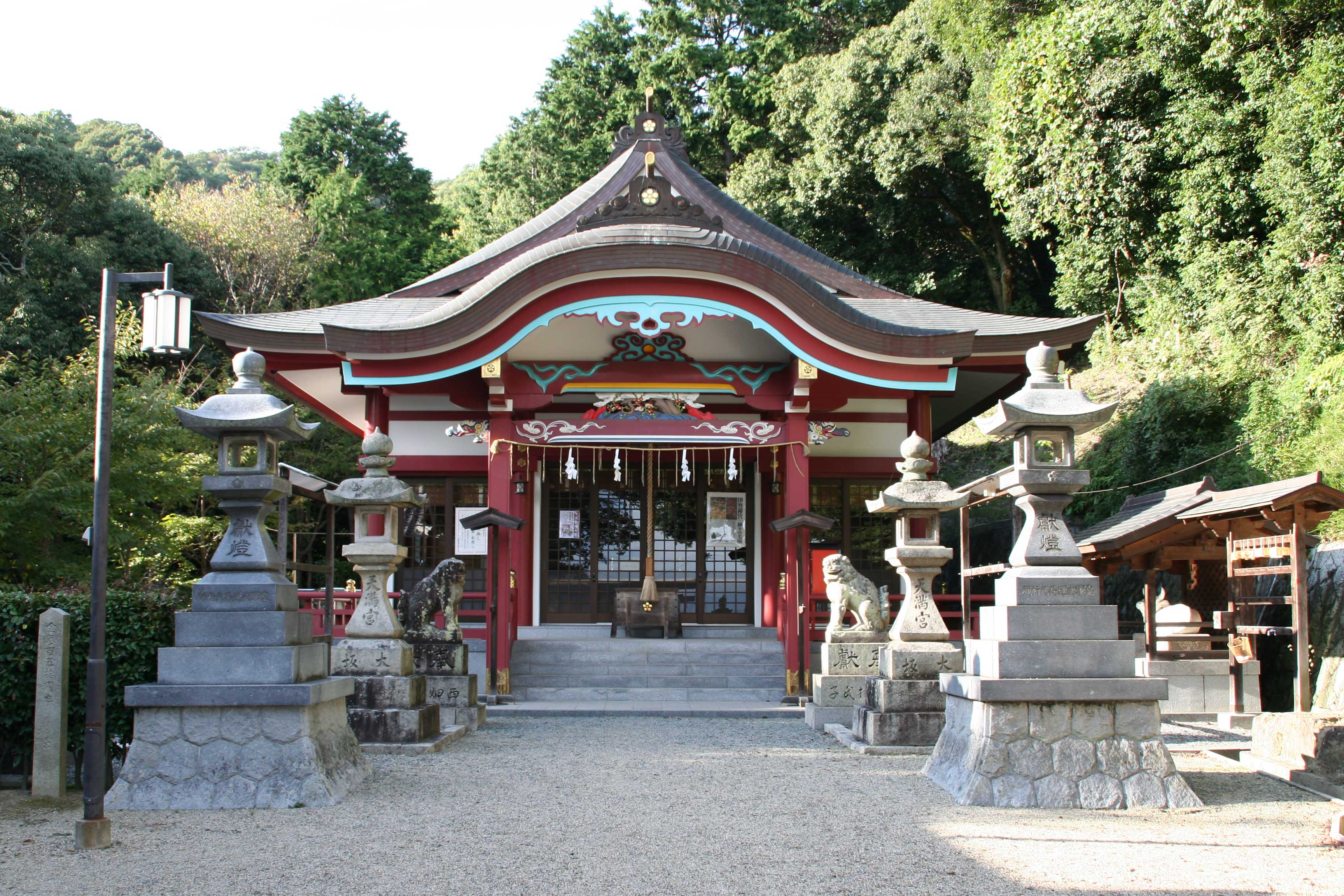
Tenmagu.

## Empresas con su sede en Ikeda
- Daihatsu[3]
- Banco de Ikeda

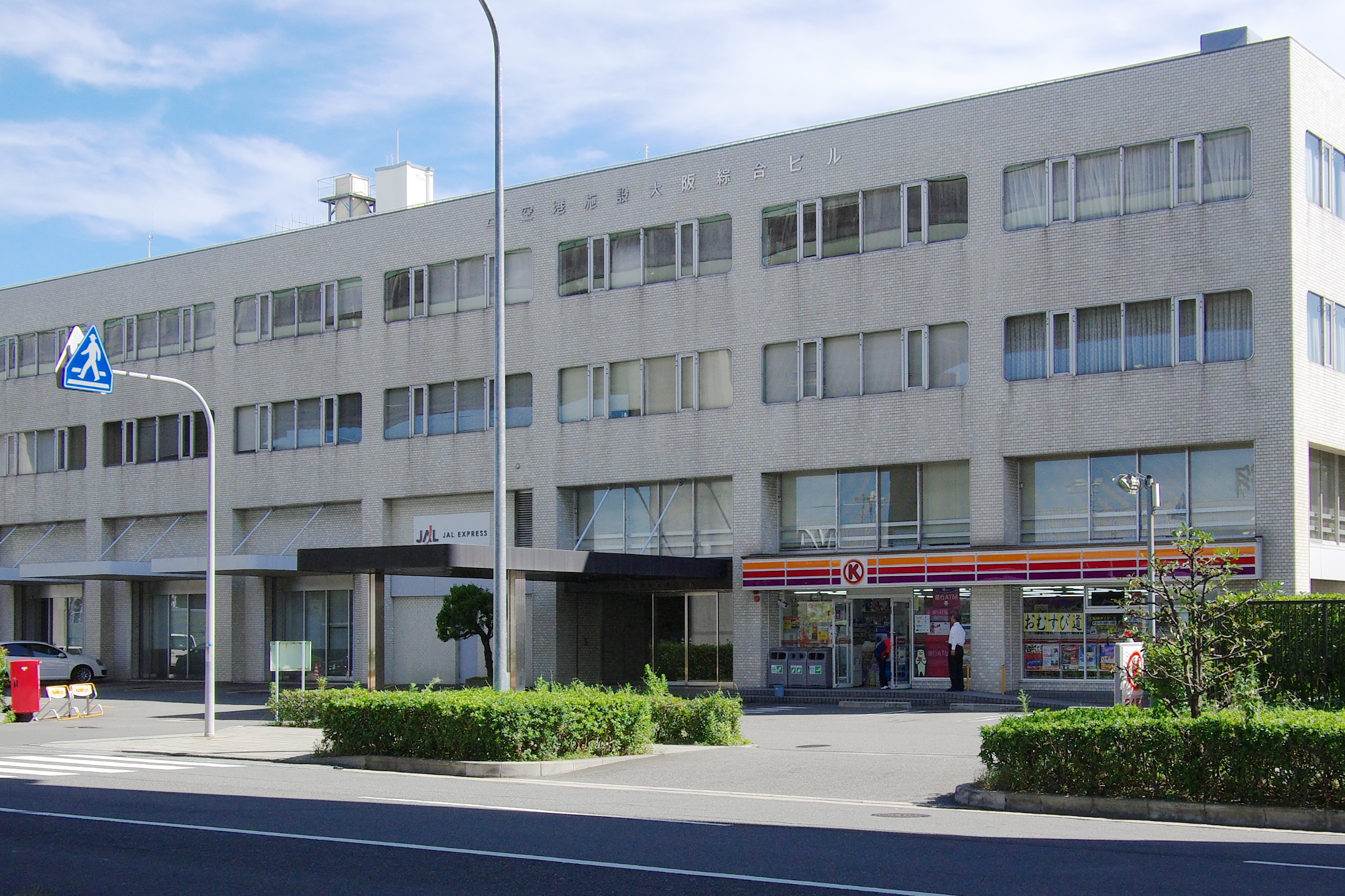
Sede de JAL Express en Ikeda

- JAL Express tiene sus sedes en los terrenos del Aeropuerto Internacional de Osaka y en Ikeda.[4][5][6]

## Ciudadanos de Ikeda
- Kamon Iizumi (1960), político
- Daidō Moriyama (1938), Fotógrafo
- Masayuki Naoshima (1945), político

## Ciudades hermanadas
- Launceston, Australia (desde 1965)
- Suzhou, China (desde 1981, ciudad amiga)
- Ikeda, Prefectura de Hokkaidō
- Ikeda, Prefectura de Fukui
- Tottori, Prefectura de Tottori

## Municipios colindantes
- Prefectura de Osaka:
  - Toyonaka
  - Minoo
- Prefectura de Hyōgo:
  - Kashiba
  - Itami

## Transporte

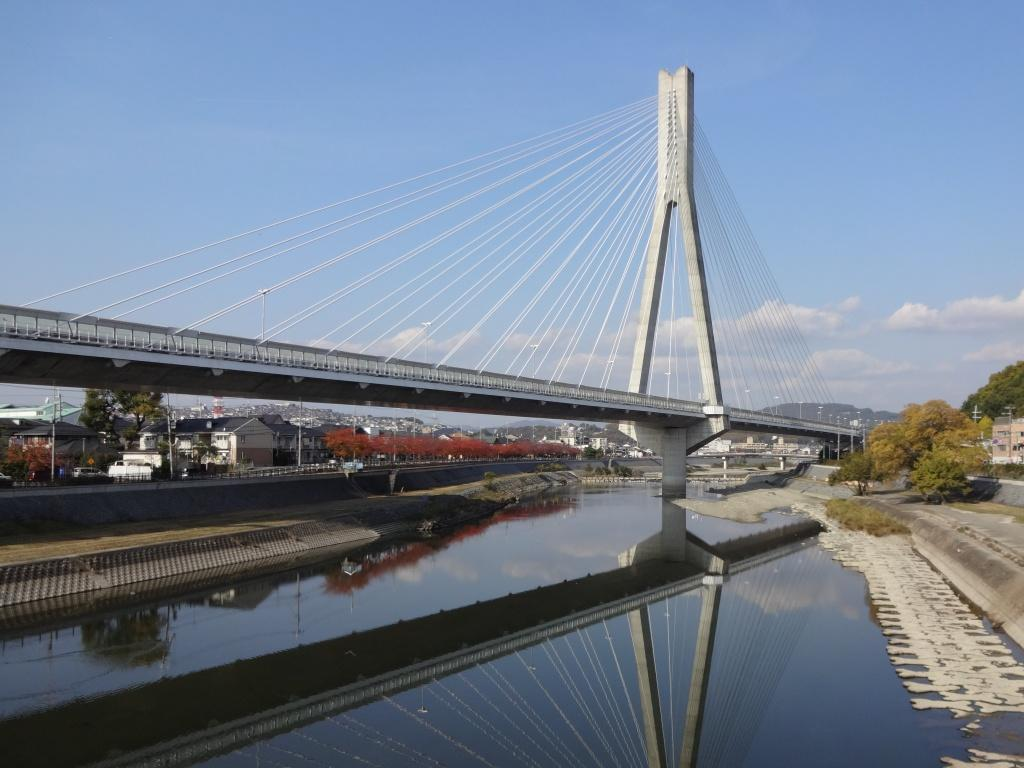
Puente Shin-Inagawa de Ikeda

### Aeropuertos cercanos a Ikeda
- Aeropuerto Internacional de Osaka (también Aeropuerto de Itami), de las vecinas Itami y Toyonaka

### Tren
- Ferrocarril Hankyu.
  - Línea Takarazuka: Estación de Ikeda - Estación Ishibashi
  - Minoo Line: Ishibashi Station

### Carreteras
- Ruta 171, Ruta 173, Ruta 176, Ruta 477
- Autopistas
  - Autopista Chūgoku Intercambiador Chūgoku-Ikeda
  - Autopista Hanshin Ruta Ikeda (11)